# Буковє (Брежице)
Буковє (словен. Bukovje) — поселення в общині Брежиці, Споднєпосавський регіон, Словенія. Висота над рівнем моря: 358,1 м.